# Gran Bretaña prehistórica

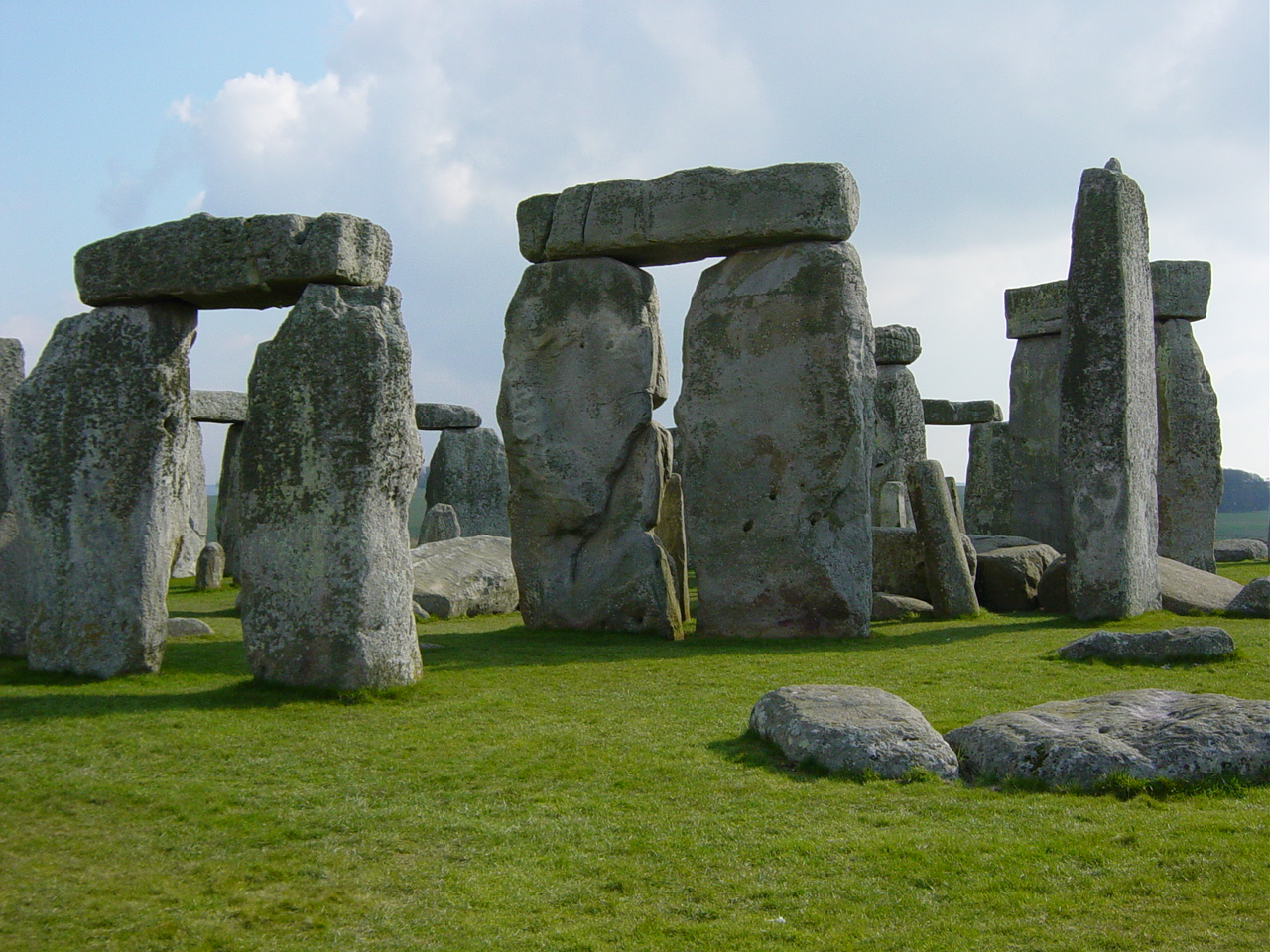
Complejo de Stonehenge, erigido entre el 2500 y el 2000 a. C.

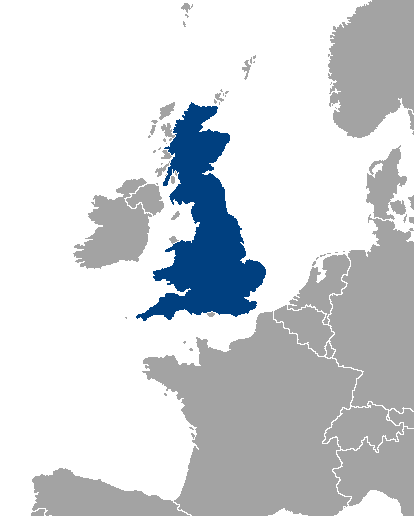
Isla de Gran Bretaña.

Gran Bretaña prehistórica es el periodo de tiempo que comprende desde la primera presencia humana en el suelo de la isla de Gran Bretaña hasta la invasión romana, en el 43 d. C., que es cuando el Imperio romano introduce una escritura formalizada.

## Introducción
Gran Bretaña es habitada de forma continua desde hace unos 12 000 años. Lo que se conoce de sus primeros habitantes y su cultura se le debe a la arqueología, debido a que ellos, hasta donde se sabe, no usaron la escritura. A Piteas, de la colonia de Marsella, que exploró la costa británica alrededor de 320 a. C. y que era un marinero griego, debemos la primera mención escrita sobre la Gran Bretaña y sus habitantes.
A partir del Neolítico la isla mantuvo intercambios comerciales y culturales con Europa, exportando especialmente estaño, mineral en el cual la isla era rica. Situada en los confines de Europa, a Gran Bretaña llegaron tarde los cambios tecnológicos y culturales durante toda la prehistoria. Aunque se suponía que los cambios se correlacionaban con ondas sucesivas de colonizaciones europeas, la arqueología ha puesto en discusión esa hipótesis migratoria y ha permitido descubrir la existencia de una relación muy compleja entre Gran Bretaña y el continente, de manera que muchos de los cambios operados en las sociedades británicas derivaron de la adopción por los nativos de costumbres o tecnologías extranjeras.

## Paleolítico
El Paleolítico británico puede fijarse entre el año 750 000 y el 10 000 a. C. Durante este largo período ocurrieron muchos cambios ambientales, entre los que se destaca la alternancia entre las glaciaciones y los períodos interglaciales. Los habitantes eran cazadores-recolectores que seguían a los animales por el norte de Europa.
Huesos y herramientas de sílice recuperados en las zonas costeras cercanas a Happisburgh, Norfolk, Pakefield y Suffolk demostraron que el Homo erectus estuvo presente en Gran Bretaña hacia el año 700 000 antes del presente. En aquel tiempo, las partes sur y oriental del territorio estaban unidas a la actual Europa continental por un largo puente de tierra, permitiendo a los grupos humanos moverse libremente de un lado al otro. Por el actual canal de la Mancha corría un gran río, que se dirigía al occidente y era alimentado por el actual Támesis y por el Sena. Esta reconstrucción ha permitido seguir los primeros itinerarios seguidos por los habitantes de Eurasia para llegar a la Gran Bretaña siguiendo el curso de ese río, al que se ha llamado Bytham.
Sitios arqueológicos como los ubicados en Boxgrove y Sussex atestiguan la sucesiva llegada del Homo heidelbergensis, hace unos 500 000 años. Esta especie humana produjo artefactos de sílice del Achelense y cazaba los grandes mamíferos de la época, como elefantes, rinocerontes e hipopótamos. Es probable que las sucesivas glaciaciones obligaran a emigrar a los habitantes, pero en el período interglacial conocido como Hoxiense, hace 420 000 a 360 000 años, Gran Bretaña estuvo poblada por fabricantes de instrumentos clactonienses, como los encontrados en Barnfield Pit (Kent).
Durante el subsiguiente período de frío intenso, hace unos 240 000 años, fue introducida la tecnología de talla levallois, que pudo provenir de África, aunque los hallazgos de instrumentos en Swanscombe y Botany Pit apoyan la hipótesis de que esta tecnología pudo haberse originado en Europa y fue muy importante para la permanencia del hombre en zonas frías durante la Era glacial. Todavía hay pocas pruebas de la ocupación humana durante el siguiente período interglacial, llamado en Gran Bretaña Ipswichiano (cerca de 120 000 años antes del presente), pues parece que el hielo tardó en derretirse más que en el continente, explicándose así la escasa presencia humana. En general, la reducción de trazas arqueológicas sugiere que se registró un gradual decremento demográfico entre el interglacial Hoxniense y el Ipswichiano.
Hace 230 000 años, el Homo neanderthalensis llegó a la actual Gran Bretaña y sustituyó al Homo heidelbergensis. Pruebas de la producción de herramientas de sílice por neandertales se han encontrado en el área de Kent, en Inglaterra meridional.
Los Homo sapiens aparecen por primera vez en Gran Bretaña hace 30 000 años y eran también originalmente cazadores-recolectores, permaneciendo hasta la llegada de la última glaciación, para después dejar deshabitada la isla durante un largo periodo.
Del 7500 a. C. data el centro mesolítico maglemosiense de Star Carr, Yorkshire. La cultura tardenoisiense llegó más tarde. Eran cazadores y recolectores y los primeros conocían el hacha y los sistemas de tala. Llegó a continuación la cultura aziliense, con asentamientos en las costas.

## Gran Bretaña se convierte en isla

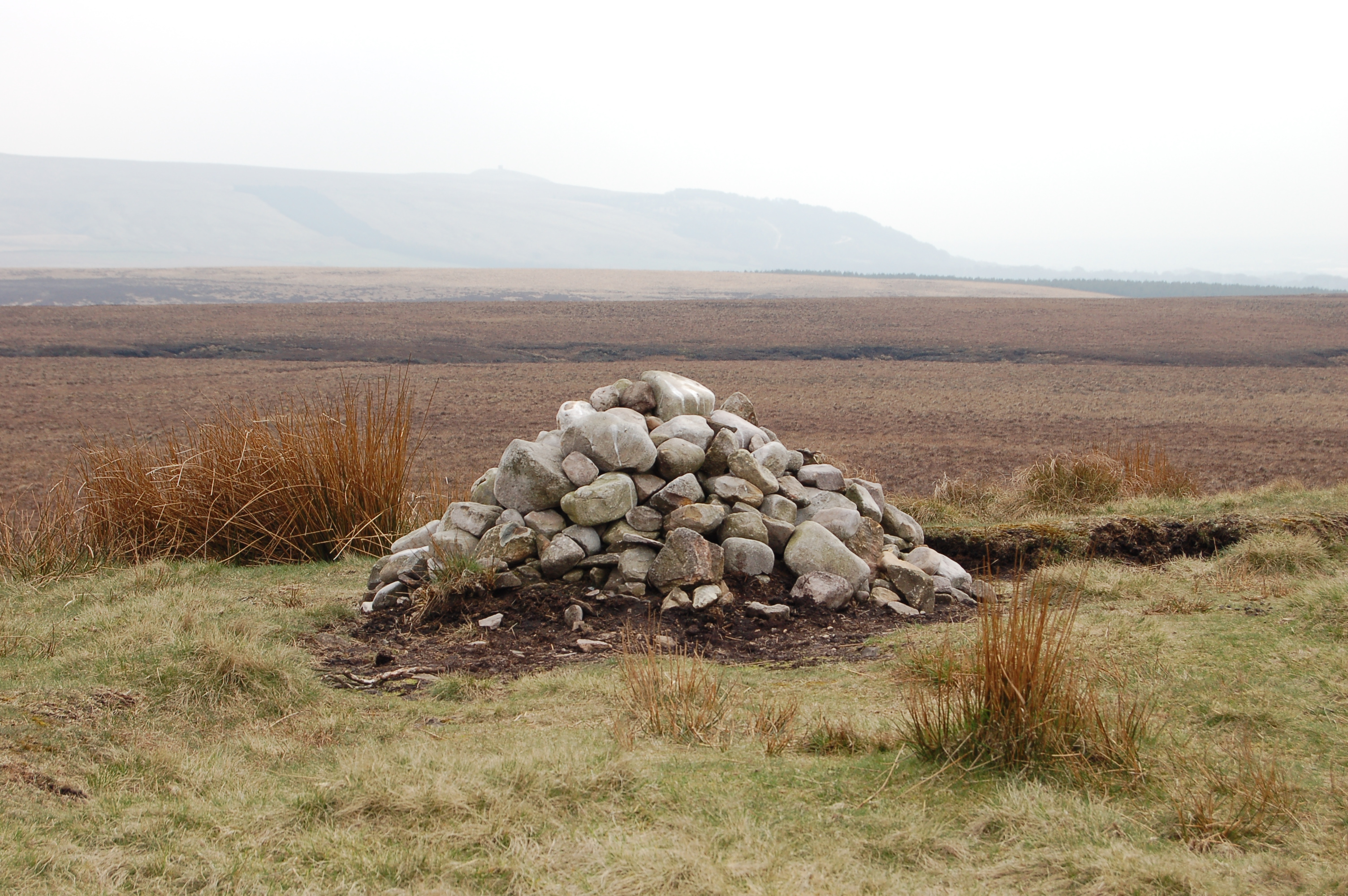
Cairn de Round Loaf

Un puente natural que facilitaba el tránsito terrestre mantuvo unida a la actual Gran Bretaña con Francia hasta hace unos 450.000 años. El actual Canal de la Mancha era un páramo de tierra seca en medio de un paisaje congelado de tundra atravesado por pequeños ríos. Probablemente una serie de cataclismos (terremotos, desbordamiento de lagos glaciares entre otros fenómenos naturales) provocaron una rápida erosión de dicha franja de tierra. La erosión y el aumento de la altura del mar en la desglaciación al final de la Era del Hielo terminaron por desbordar los valles que dieron lugar al actual estrecho de Dover, cortando la comunicación terrestre entre las islas y el continente hace unos 160.000 años.
Este cambio crítico en la geografía de las islas enfatizó su carácter insular y puede explicar por qué la ocupación humana de Gran Bretaña se estancó repentinamente durante unos 120.000 años con respecto al resto de Europa.

## Primeros asentamientos
Hacia el 4500 a. C. comenzaron a establecerse asentamientos agrícolas, cuando se extendió desde Europa el conocimiento de la agricultura. En el 3500 a. C. había asentamientos agrícolas en gran parte de la isla. El trabajo de la arcilla se conoció por lo menos desde el 4100 a. C.
En 3800 a. C. llegaron por mar colonizadores agricultores. Se asentaron en Wessex y durante decenas de años convivieron con los maglemosienses de las selvas, los tardenoisienses de los valles fluviales y los azilienses de los litorales. El éxito acompañó a esta cultura de agricultores y pastores, llamada, por el lugar donde apareció un rico yacimiento, Windmill Hill, que en 3000 a. C. estaba extendida por Gran Bretaña e Irlanda. La necesidad de sílex forzó la primera explotación minera. Se han encontrado sepulturas en forma de largos túmulos de tierra y yeso.
En 2800 a. C. está datado el monumento megalítico West Kennet Long Barrow, consecuencia de la llegada de un primer contingente de constructores, que se mezcló con la cultura de Windmill Hill. Un segundo contingente desembarcó más tarde en el sudoeste de Escocia y norte de Irlanda, con asentamientos en Man, Gales y Derbyshire.
La cultura de los pueblos del Neolítico secundario, llamada de Peterborough por un yacimiento allí encontrado, incluye la caza y la pesca junto con la agricultura y la cerámica. Otros grupos culturales son los de Rinyo-Clacton, establecidos en el norte de Escocia y sudeste de Inglaterra, y el de Dorchester, en el valle del Támesis. Aparecen también factorías de hachas. Datados en el 2600 a. C., se localizan en el sur de Inglaterra numerosos terraplenes circulares con un acceso, denominados henges. Hacia el 2500 a. C. se efectúa la construcción de Stonehenge, en medio de un complejo en torno a un asentamiento de más de mil casas, que data de 500 años antes y en el que se encuentra cerámica con decoraciones lineales.

## Edad del Bronce
Después del 2500 a. C. una nueva cultura arribó a Gran Bretaña, la cultura del vaso campaniforme, originada en la península ibérica, que poseía la habilidad para fabricar instrumentos y armas de metal, inicialmente utilizando cobre y a partir del año 2150 a. C. usando bronce, mediante la aleación del cobre con el estaño, y así el bronce remplazó definitivamente a la piedra.
En Gran Bretaña había grandes reservas de estaño en lo que ahora es Cornualles y Devon, en la actual Inglaterra meridional. En 1600 a. C., el suroccidente británico experimentó un auge comercial, cuando el estaño proveniente de allí se exportó a toda Europa.

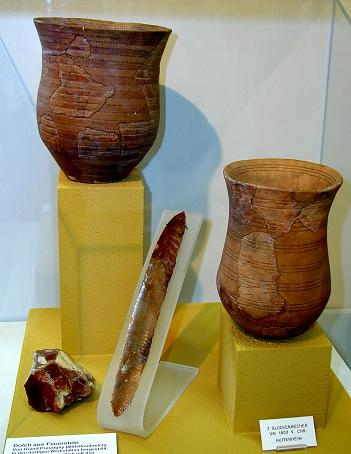
Objetos de la cultura Beaker.

El pueblo de esta cultura, denominada cultura Beaker, era diestro en la producción de ornamentos de oro, que se han encontrado en las tumbas de personas acaudaladas. Sepultaban a los muertos en túmulos de piedra, a menudo con un vaso al lado del cuerpo (beaker en inglés significa ‘vaso’). Algunos suponen que esta cultura fue la responsable de la construcción prehistórica de Stonehenge, pero el complejo donde fue construido el monumento megalítico es, en todo caso, anterior.
A partir de 1500 a. C. la cultura Beaker comenzó a declinar. Se debate si el pueblo de Beaker migró en masa de Gran Bretaña al continente o si la cultura Beaker provenía de una cultura común a Europa que se difundió hacia Gran Bretaña. La mayoría de los expertos defienden la segunda hipótesis.

## Edad de Hierro
Hacia el año 750 a. C. la tecnología del hierro llegó desde Europa meridional. El hierro era más fuerte y más abundante que el bronce y revolucionó muchos aspectos de la vida. Fue muy importante para la agricultura. El arado con la punta de hierro permitía trabajar la tierra con mayor velocidad que el de bronce e hizo al hierro popular en el campo.

### Celtas
En el 900 a. C. una nueva onda de colonización se asentó en Gran Bretaña. Hacia el 500 a. C. estos pueblos, conocidos como celtas, habían ocupado la mayor parte de Gran Bretaña. Eran artesanos muy hábiles que producían desde joyas con motivos intrincados hasta armas de hierro.
Los celtas vivían en grupos tribales altamente organizados, típicamente gobernados por un jefe de tribu. Tenían una "clase alta" de guerreros, que se distinguían por sus largos bigotes, y una "clase baja" de esclavos y trabajadores. Vivían en carpas.
Los guerreros celtas eran famosos por su ferocidad en el combate y no era raro encontrar mujeres guerreras. La más famosa de ellas fue Boudica.

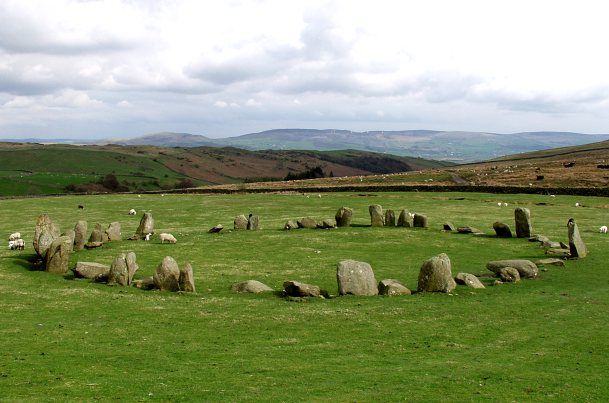
Círculo de piedras de Swinside, en el Parque nacional del Distrito de los Lagos.

Los celtas practicaban el paganismo y sus sacerdotes eran los druidas, una clase poderosa, tanto como la de los guerreros. La cultura celta no usó la escritura, por lo que la ley y los rituales se trasmitían oralmente.
Cuando los celtas aumentaron en número, se incrementaron sus luchas con pueblos rivales, como los pictos, a quienes llamaban Prydyn, que probablemente eran la población nativa precelta. Construyeron entonces fortalezas. Aunque las primeras ya habían sido construidas en el 1500 a. C., las fortificaciones resurgieron y se multiplicaron en el período céltico.
Las fortificaciones eran construidas en terrenos elevados, circundadas por una trinchera profunda y tierra amontonada. Alrededor había una empalizada. Al principio estas fortificaciones sirvieron como refugio temporal durante los asaltos, pero al pasar el tiempo se convirtieron en permanentes y sirvieron como centros comerciales. Muchas se construyeron en el occidente y suroeste de Inglaterra y otras al norte de Escocia.

## 200a.C. - 43d.C.
El último siglo antes de la invasión romana trascurrió bajo el influjo de refugiados de la Galia (actual Francia y Bélgica), conocidos como belgas. A partir del 175 a. C. se asentaron en el área de Kent, Hertfordshire y Essex y difundieron la habilidad para producir jarrones. Los belgas estaban parcialmente romanizados y fueron responsables de la creación de los primeros asentamientos suficientemente grandes para poder llamarlos ciudades.
El siglo anterior a la invasión romana también fue testigo de una creciente sofisticación de la vida británica. Barras de hierro fueron utilizadas como moneda a partir del 100 a. C.; el comercio interno y con Europa continental floreció gracias a la producción de minerales en la isla, por lo que al expandirse hacia el norte su dominio, Roma se interesó por Gran Bretaña.